# Обереги
Обере́ги — українське видавництво. Видає твори української класичної літератури, раритетні чи заборонені раніше книги з історії, релігії, філософії, культури України, українознавства тощо.

## Історія
Засноване 22 лютого 1991 року у Києві. Директор — Наталя Леонтіївна Охмакевич.

## Видання
У серії «Бібліотека українського раритету» випущено факсимільні видання, серед них — «Анна Русинка, королева Франції і графиня Валюа» графа Ке де Сент-Емура (1909), «Про старі часи на Україні» М. Грушевського (1917; обидва — 1991), «Світогляд українського народу» І. Нечуя-Левицького (1876), «Дохристиянські вірування українського народу» (1965; обидва — 1992), «Історія української культури» (за вид. І. Тиктора 1937), поетична антологія «Українська Муза» (1908, за ред. О. Коваленка), «Слово і діло государеве» М. Горбаня (1930; усі — 1993), «Наука про рідномовні обов’язки» І. Огієнка (1936), «Український рік у народних звичаях в історичному освітленні» С. Килимника (1955–63; обидва — 1994), «Життя Тараса Шевченка» П. Зайцева (1955; 2004). 
У доробку — сотні книг, зокрема літературно-критичні статті «Повернення» (1993) та «Крізь віки» (1996) О. Мишанича, «Твори» Г. Сковороди у 2-х т. (у перекладах новою українською літературною мовою М. Кашуби та В. Шевчука; 1994), монографія «Походження Русі» О. Пріцака (т. 1, 1997; т. 2, 2003), історіософічний твір «Мага Віра» Л. Силенка (1998), «З криниці літ» І. Дзюби (т. 2, 2001), «Дні та місяці українського селянина» М. Максимовича (2002), роман «Гетьман Кирило Розумовський» М. Лазорського (2003), роман-есе «Тарас Шевченко» Б. Чайковського (2009). 
Окрім книжкової продукції, видавництво видає плакати, листівки, методичні посібники тощо. Здійснено видання портрета Т. Шевченка художника В. Малиновського (реставрація вид. 1914), де на смушковій шапці та комірі в манері козацького скоропису виписано вірші поета.